# مسگر (پاکستان)
مسگر (به انگلیسی: Misgar) یک منطقهٔ مسکونی در پاکستان است که در ناحیه گلگت واقع شده‌است. مسگر ۱٬۲۲۷ نفر جمعیت دارد. 